# Islay Woollen Mill

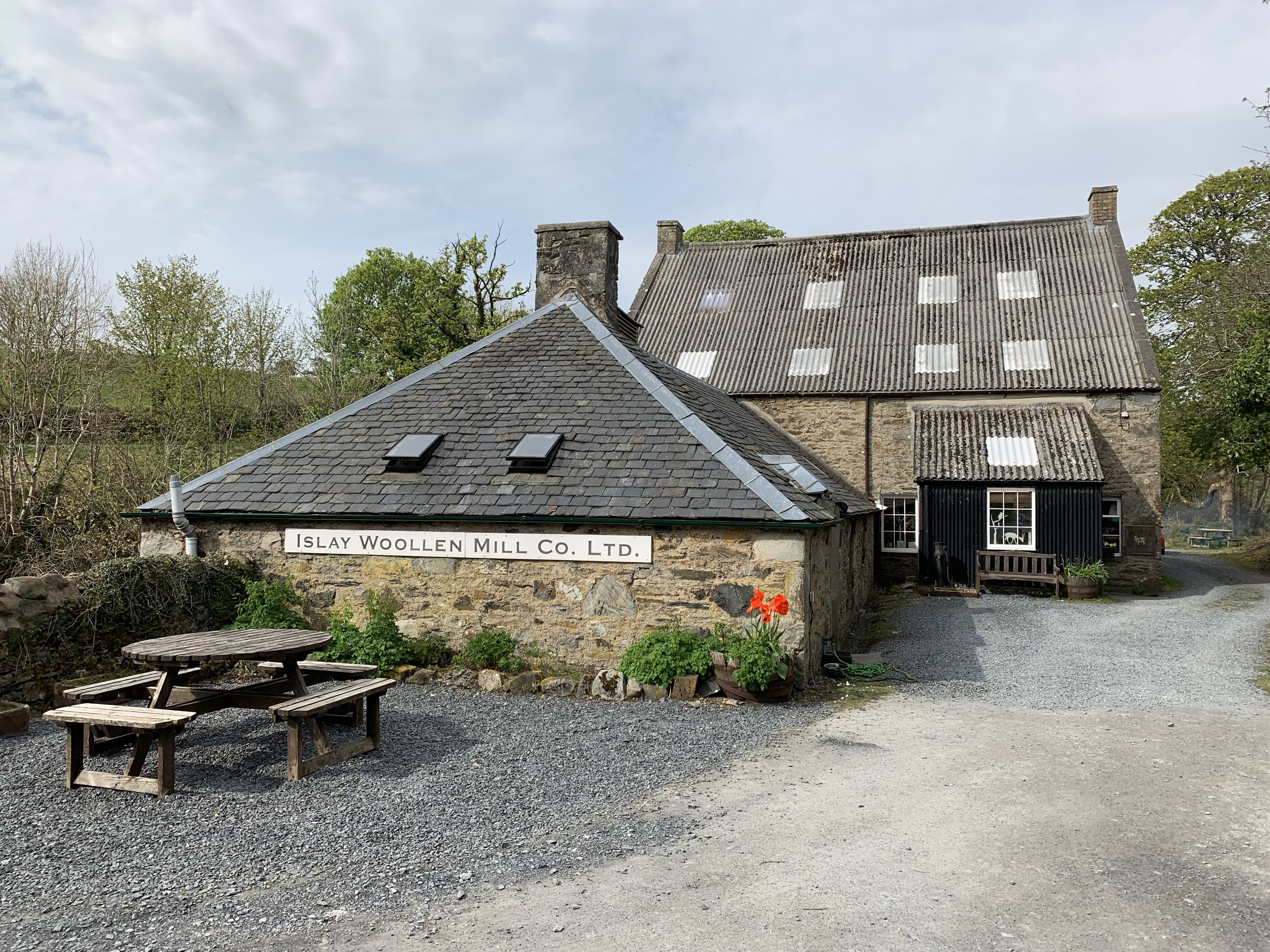
Islay Woollen Mill

Die Islay Woollen Mill ist eine ehemalige Wollmühle etwa 1,5 km östlich der Ortschaft Bridgend auf der schottischen Hebrideninsel Islay. Sie liegt etwa 100 m südlich der A846, an ihrem Abschnitt zwischen Bridgend und Ballygrant, am Südufer des Sorn. Eine einbogige Steinbrücke führt von dort aus über den Fluss. Am 3. Juni 1987 wurde die Islay Woolen Mill in die schottischen Denkmallisten in der Kategorie A aufgenommen.

## Geschichte
Die Mühle wurde im Jahre 1883 von W. B. Christie errichtet. Einige der enthaltenen Maschinen stammen wahrscheinlich aus einer früheren Mühle, welche der Großvater Christies betrieb, als er sich 1873 auf Islay ansiedelte. Die Mühle ist weniger ob ihrer architektonischen Bedeutsamkeit in die höchste Denkmalkategorie eingestuft, denn durch die erhaltene Maschinerie. So handelt es sich um eine der besterhaltenen Wollmühlen Schottlands, deren Inventar teils aus den einzigen erhaltenen Maschinen ihrer Art im gesamten Vereinigten Königreich besteht.
Nachdem der Betrieb im 20. Jahrhundert stillgelegt wurde, kam es 1981 zu einer Wiederbelebung. Dort werden heute unter Verwendung der historischen Maschinen Stoffe und auch fertig Kleidungsstücke produziert. Diese sind unter anderem in den Filmen Forrest Gump, Braveheart, Rob Roy und In einem fernen Land zu sehen.

## Beschreibung
Die Mühle besitzt einen L-förmigen Grundriss und wurde aus Bruchstein erbaut. Das Hauptgebäude ist zweistöckig und besitzt ein ausgebautes Dachgeschoss. Es wird durch eine Tür an der Ostseite betreten und schließt mit einem Satteldach aus gewellten Asbestplatten ab. Ursprünglich war dieses Dach mit Schieferschindeln gedeckt. In südlicher Richtung grenzt ein länglicher, einstöckiger Flügel an, der mit einem Walmdach abschließt, was wahrscheinlich nicht der ursprünglichen Dachform entspricht. Er besteht ebenfalls aus Bruchstein und ist teils mit abgesetzten Quadersteinen verziert. Etwas tiefer liegt ein Wasserrad mit einem Durchmesser von etwa 5 m, das zum Antrieb der Maschinen dient. Die Kraftübertragung übernimmt hierbei ein ungewöhnlicher Kettenmechanismus. Die Antriebsstränge für die Maschinerie verlaufen unterhalb der Raumdecken. Der Hauptteil der Maschinen befindet sich im Hauptgebäude.